# Цирсдорф
Цирсдорф (нем. Ziersdorf) — ярмарочная коммуна (нем. Marktgemeinde) в Австрии, в федеральной земле Нижняя Австрия. 
Входит в состав округа Холлабрун.  Население составляет 3324 человека (на 31 декабря 2005 года). Занимает площадь 48,72 км². Официальный код  —  31053.

## Политическая ситуация
Бургомистр коммуны — Йохан Гартнер (АНП) по результатам выборов 2005 года.
Совет представителей коммуны (нем. Gemeinderat) состоит из 23 мест.
- АНП занимает 14 мест.
- СДПА занимает 9 мест.